# Santa Coloma de Cervelló
Santa Coloma de Cervelló és un municipi de la comarca del Baix Llobregat. El municipi està format pel nucli antic, amb les barriades de Can Lluch i Pla de les Vinyes; la Colònia Güell, formada pel recinte industrial i la zona residencial fundades a principis de segle passat per l'empresari Eusebi Güell; les urbanitzacions de Can Via, Cesalpina, Sant Roc, la Pineda i el barri de Can Colomer. Santa Coloma de Cervelló limita amb els municipis de Sant Boi de Llobregat, Torrelles de Llobregat, Sant Vicenç dels Horts, Sant Feliu de Llobregat i Sant Joan Despí.

## Geografia
- Llista de topònims de Santa Coloma de Cervelló (Orografia: muntanyes, serres, collades, indrets..; hidrografia: rius, fonts...; edificis: cases, masies, esglésies, etc).

El municipi de Santa Coloma de Cervelló està situat a la riba dreta del riu Llobregat, al peu de la muntanya de Montpedrós (Santa Coloma de Cervelló) (també anomenada Sant Antoni pel sant al qui està dedicada l'ermita que hi ha), i s'estén fins als contraforts orientals del massís del Garraf.
El municipi comprèn una part plana, la més propera al riu Llobregat, ocupada per collites de regadiu que es proveïxen del Canal de la Dreta del Llobregat. El costat de ponent comprèn una part muntanyenca amb boscos que s'alternen amb cultius de secà.

## Història
Al terme de Santa Coloma hi hagué un poblat ibèric, el primer document del lloc data de mitjan segle x. Al voltant de l'església parroquial de Santa Coloma va anar creixent el nucli de població medieval, des del segle xvii es van construir la majoria de les masies. L'any 1323 era conegut el lloc amb el nom de Santa Coloma de Montpedrós, que és l'elevació més alta del terme, el fet de pertànyer a la baronia de Cervelló explica el canvi de nom.

## Economia
Avui Santa Coloma de Cervelló basa l'economia en una variada indústria amb sectors com la metal·lúrgia, la química i també la construcció, encara que s'orienta cap al sector de serveis, amb un increment important del comerç. L'agricultura, encara trobant-se en una situació de regressió, és encara important.

## Demografia
Aquest municipi té una població de 8.073 habitants (any 2016 segons IDESCAT).
| Entitat de població      | Habitants (2023) |
| Santa Coloma de Cervelló | 7.622            |
| Colònia Güell            | 771              |
| Font: Idescat            |                  |

| 1497 f | 1515 f | 1553 f | 1717 | 1787 | 1857 | 1877 | 1887 | 1900 | 1910 |
| ------ | ------ | ------ | ---- | ---- | ---- | ---- | ---- | ---- | ---- |
| 15     | 13     | 13     | 88   | 175  | 211  | 177  | 225  | 542  | 601  |

| 1920 | 1930  | 1940  | 1950  | 1960  | 1970  | 1981  | 1990  | 1992  | 1994  |
| ---- | ----- | ----- | ----- | ----- | ----- | ----- | ----- | ----- | ----- |
| 784  | 1.191 | 1.233 | 1.227 | 1.582 | 1.944 | 2.520 | 2.894 | 3.026 | 3.026 |

| 1996  | 1998  | 2000  | 2002  | 2004  | 2006  | 2008  | 2010  | 2012  | 2014  |
| ----- | ----- | ----- | ----- | ----- | ----- | ----- | ----- | ----- | ----- |
| 3.358 | 3.668 | 4.691 | 5.633 | 6.652 | 7.314 | 7.659 | 7.845 | 7.964 | 8.038 |

| 2016  | 2018  | 2020  | 2022  | 2024  | 2026 | 2028 | 2030 | 2032 | 2034 |
| ----- | ----- | ----- | ----- | ----- | ---- | ---- | ---- | ---- | ---- |
| 8.073 | 8.179 | 8.268 | 8.309 | 8.335 | -    | -    | -    | -    | -    |

## Resultats electorals
Al 2023, l'alcalde és Jordi Bartolomé i Fernàndez.

### 2019
| Eleccions municipals de 26 de maig de 2019 - [Santa Coloma de Cervelló]           |                                                   |                                     |                                     |       |          |          |
| Candidatura                                                                       | Candidatura                                       | Candidatura                         | Cap de llista                       | Vots  | Vots     | Regidors |
|                                                                                   | COL·LABOREM - ERC                                 |                                     | Jordi Bartolomé Fernàndez           | 1142  | 28,77%   | 4 (+2)   |
|                                                                                   | PROGRÉS- EN COMÚ GUANYEM                          |                                     | Anna Martínez                       | 1102  | 27,77%   | 4 (-1)   |
|                                                                                   | Partit dels Socialistes de Catalunya - PSOE       |                                     | David Segado                        | 584   | 14,71%   | 2 (+1)   |
|                                                                                   | Acció Ciutadana (agrupació d'electors)            |                                     | Isis Sanpera                        | 352   | 8,87%    | 1 (-1)   |
|                                                                                   | Ciutadans - C's                                   |                                     | Esther Sánchez                      | 320   | 8,06%    | 1 (+1)   |
|                                                                                   | Santa Coloma de Cervelló per la República - Jxcat |                                     | Boi Fusté                           | 248   | 6,25%    | 1 ()     |
|                                                                                   | VISC - C                                          |                                     |                                     | 117   | 2,95%    | 0 (-1)   |
|                                                                                   | Vots en blanc                                     |                                     |                                     | 38    | 1,74%    |          |
| Total vots vàlids i regidors                                                      | Total vots vàlids i regidors                      | Total vots vàlids i regidors        | Total vots vàlids i regidors        | 3969  | 100 %    | 13       |
|                                                                                   | Vots nuls                                         | Vots nuls                           | Vots nuls                           | 108   | 2,65%    |          |
| Participació (vots vàlids més nuls)                                               | Participació (vots vàlids més nuls)               | Participació (vots vàlids més nuls) | Participació (vots vàlids més nuls) | 4077  | 67,02%** |          |
| Abstenció                                                                         | Abstenció                                         | Abstenció                           | Abstenció                           | 2006* | 32,98%** |          |
| Total cens electoral                                                              | Total cens electoral                              | Total cens electoral                | Total cens electoral                | 6083* | 100 %**  |          |
| Alcalde: Jordi Bartolomé Fernàndez                                                |                                                   |                                     |                                     |       |          |          |
| Fonts: (* No són vots sinó electors. ** Percentatge respecte del cens electoral.) |                                                   |                                     |                                     |       |          |          |

### 2015
| Eleccions municipals de 24 de maig de 2015 - [Santa Coloma de Cervelló]                                                |                                             |                                     |                                     |        |          |          |
| Candidatura | Candidatura                                 | Candidatura                         | Cap de llista                       | Vots   | Vots     | Regidors |
| | PROGRÉS - ICV - EPM                         |                                     | Gerard Segú i López                 | 1204   | 34,25%   | 5 (-2)   |
| | Acció Ciutadana (agrupació d'electors)      |                                     | Miquel Carrión Molina               | 654    | 18,61%   | 2 (+2)   |
| | Esquerra Republicana - AM                   |                                     | Ramon Vílchez i Enríquez            | 544    | 15,48%   | 2 (+1)   |
| | Partit dels Socialistes de Catalunya - PSOE |                                     | Lourdes Ruiz Domínguez              | 345    | 9,82%    | 1 ()     |
| | Partit Popular de Catalunya - PP            |                                     | Francisco Javier Belloso Garrido    | 250    | 7,11%    | 1 ()     |
| | Convergència i Unió - CIU                   |                                     | Joan Piqué i Andreu                 | 238    | 6,77%    | 1 (-1)   |
| | VISC - C                                    |                                     | Juan Vélez Sánchez                  | 219    | 6,23%    | 1 ()     |
| | Vots en blanc                               |                                     |                                     | 61     | 1,74%    |          |
| Total vots vàlids i regidors                                                                                           | Total vots vàlids i regidors                | Total vots vàlids i regidors        | Total vots vàlids i regidors        | 3515   | 100 %    | 13       |
| | Vots nuls                                   | Vots nuls                           | Vots nuls                           | 41     | 1,15%    |          |
| Participació (vots vàlids més nuls)                                                                                    | Participació (vots vàlids més nuls)         | Participació (vots vàlids més nuls) | Participació (vots vàlids més nuls) | 3.556  | 60,67%** |          |
| Abstenció | Abstenció                                   | Abstenció                           | Abstenció                           | 2.305* | 39,33%** |          |
| Total cens electoral                                                                                                   | Total cens electoral                        | Total cens electoral                | Total cens electoral                | 5.861* | 100 %**  |          |
| Alcalde: Gerard Segú i López Per ser la llista més votada, després de no haver obtingut majoria absoluta dels regidors |                                             |                                     |                                     |        |          |          |
| Fonts: Diari Ara.cat (* No són vots sinó electors. ** Percentatge respecte del cens electoral.)                        |                                             |                                     |                                     |        |          |          |

### 2011
A les eleccions de 2011, ICV - PROGRÉS guanya per majoria absoluta, VISC-C aconsegueix entrar al consistori a la vegada que el Partit Popular obté per primer cop representació. Convergència i Unió dobla el nombre de regidors mentre Esquerra Republicana de Catalunya i Partit dels Socialistes de Catalunya pateixen una important davallada.
| Candidatura | Candidatura                          | Cap de llista  | Vots  | Regidors | % vots |
| ----------- | ------------------------------------ | -------------- | ----- | -------- | ------ |
|             | ICV-EUiA-EPM                         | Gerard Segú    | 1.426 | 7        | 45,78  |
|             | Convergència i Unió                  | Joan Piqué     | 391   | 2        | 12,55  |
|             | Esquerra Republicana de Catalunya    | Dolors Pueyo   | 325   | 1        | 10'43  |
|             | Partit Popular                       | Javier Belloso | 318   | 1        | 10'21  |
|             | VISC-C                               | Sandra Aguadé  | 249   | 1        | 7'99   |
|             | Partit dels Socialistes de Catalunya | Ferran Garcés  | 245   | 1        | 7'87   |
| Total       |                                      |                |       |          |        |

## Llocs d'interès
- Cripta de la Colònia Güell
- Torre Salbana. Construcció dels segles X i xi.

## Festes i fires
- Festa de la Cirera
- Festa Major
- Festa Major de Cesalpina
- Festa Major de la Colònia Guell
- Festa del Modernisme